# Retepòrids
Els retepòrids (Reteporidae) formen una família de briozous gimnolemes (Gymnolaemata) de l'ordre dels quilòstoms (Cheilostomata), que comprèn la retèpora (Retepora sp).

## Gèneres
Aquesta família comprèn els següents gèneres:
- Brodiella Uttley & Bullivant, 1972
- Lepraliella Levinsen, 1917
- Phidolopora Gabb & Horn, 1862
- Retepora Lamarck, 1801
- Reteporella
- Reteporellina
- Rhynchozoon Hincks, 1895
- Schizotheca
- Sertella Jullien, 1903